# Asmus Lorenzen
Asmus Peter Lorenzen (* 1. September 1828 in Havetoft; † 4. November 1912 in Büdelsdorf) war Landwirt und Mitglied des Deutschen Reichstags.

## Leben
Lorenzen besuchte das Gymnasium in Schleswig von 1837 bis 1844 und war von 1845 bis 1865 als Müller und danach als Landwirt tätig. Ab 1870 war er rechnungsführender Schulvorsteher in der Kommune und von 1875 bis 1887 Mitglied des Kreistages. Zwischen 1878 und 1888 war er stellvertretendes Mitglied des Provinzial-Landtages, von 1879 bis 1892 Schiedsmann und von 1870 bis 1880 Mitglied der Honer Sparkassen-Administration. Weiter war er ab 1880 Vorsitzender des Landwirtschaftlichen Vereins an der Obereider. Er machte als Kriegsfreiwilliger den Schleswig-Holsteinischem Krieg 1848 und 1851 mit.
Von 1884 bis 1898 war er Mitglied des Deutschen Reichstags für den Wahlkreis Provinz Schleswig-Holstein 3 Schleswig, Eckernförde, wo er zunächst die Deutsche Freisinnige Partei und ab 1893 die Freisinnige Vereinigung vertrat.